# Kentland (Indiana)
Kentland – miasto w Stanach Zjednoczonych, w stanie Indiana, siedziba administracyjna hrabstwa Newton.